# 신화 (2001년 드라마)
《신화》는 2001년 9월 26일부터 2001년 11월 15일까지 방영된 SBS 드라마 스페셜이다.

## 등장 인물
- 김지수 : 윤서연 역
- 김태우 : 강대웅 역
- 박정철 : 최태하 역
- 고두심 : 전재숙 역
- 백일섭 : 대웅 부 역
- 이유진 : 구홍은 역
- 최강희 : 전미선 역
- 정성모 : 나형구 역
- 권상우 : 양돌만 역
- 최정원
- 신혜란
- 김영애
- 송민형
- 김형범
- 권오영
- 백승욱
- 원숙희
- 이다연
- 김병기 : 선동일 역
- 김세준 : 하영철 이사 역
- 박영지 : 김 이사 역
- 정동환 : 서연 부 역
- 최학락

## 결방
- 2001년 10월 3일 : 추석 특선영화 <공동경비구역 JSA> 편성으로 인해 결방[1]
- 2001년 11월 14일 : 8시 50분부터 3부작 특집드라마 <짧은 만남 긴 이별> 편성으로 인해 결방[2]

## 2회 연속 방영
- 2001년 10월 4일 : 3회, 4회 연속 방영
- 2001년 11월 15일 : 15회, 16회 연속 방영

## 참고 사항
- 당초 2000년 초 첫 방영될 예정이었으며[3] 김국진, 이승연, 김승우가 주인공으로 분할 예정이었는데 당시 배역명은 강우(김국진), 신혜(이승연), 명재(김승우)였다.
- 그러나 이승연이 당시 출연 중이었던 KBS 2TV 주말극 <사랑하세요?> 스케줄과 겹쳐 캐스팅 제의를 포기하자[4] 제작진은 영화 <거짓말>로 스타덤에 오른 모델 출신 김태연을 캐스팅하였고 2000년 하반기에 방영할 계획을 잡았다.
- 제작진이 연기 해석을 놓고 김국진과 갈등을 빚어 편성이 무산됐다.[5]
- 2001년 하반기로 첫 방영일이 변경되면서 김국진 자리에는 KBS 슈퍼탤런트 출신 김태우, 김태연 자리에는 김지수, 김승우 자리에는 또다른 KBS 슈퍼탤런트 출신 박정철이 대타로 들어갔으며 김태우 배역명은 대웅, 김지수 배역명은 서연, 박정철 배역명은 태우로 변경됐다.
- 담당 PD 김종학의 전작인 모래시계와 유사하다는 지적을 받았다.[6]
- 공동 연출자 최윤석 PD는 해당 작품에 앞서 자사 월화 미니시리즈 <천사의 분노> 연출자로 낙점되었지만 작가와의 의견 충돌로 하차해야 했다.[7]
- 이레 전자 산업 대표 겸 신지식인 정문식 씨 (김태우 역)의 성공 신화를 모티브로 기획되었으며 실제로 당시 이레 전자 산업 본사 소재 한국 전자 협동 빌딩 (서울특별시 금천구 가산동 371-51) 구내에서 주말에 현지 촬영이 이뤄졌다.
- 모티브 주인공 정문식 대표는 1999년 6월 27일 MBC 다큐멘터리 성공시대에 출연하였으며 신지식인에 선정된 후 2001년 1월 16일 혹한의 날씨에도 김대중 대통령이 한국 전자 협동 빌딩 내 이레 전자 산업 본사를 방문하여 정문식 대표와 사원들을 격려하였다.